# Slim Bouaziz
Pour les articles homonymes, voir Bouaziz.
Slim Bouaziz (arabe : سليم بوعزيز), né le 16 avril 1950 à Tunis, est un joueur tunisien d'échecs, entraîneur d'échecs depuis 2005 et grand maître international depuis 1993.

## Historique
Entre 1967 et 1987, il participe à cinq tournois interzonaux ; son meilleur résultat est obtenu en 1982 à Las Palmas, où il termine à la douzième place. En outre, en 1999 à Las Vegas, il participe à un tournoi à élimination directe pour le championnat du monde, mais se voit éliminé au premier tour face à Vassílios Kotroniás.
À partir du milieu des années 1960, il devient l'un des joueurs qui représente la Tunisie, notamment à l'Olympiade d'échecs entre 1966 et 2006. Par ailleurs, en 1989, il figure parmi les membres de l'équipe représentant l'Afrique au championnat du monde d'échecs par équipes à Lucerne.
Le meilleur classement de sa carrière date de juillet 1993, lorsqu'il obtient 2 515 points, occupant ainsi la première place parmi les joueurs tunisiens d'échecs. Il reçoit par ailleurs, pour la première fois dans l'histoire de l'Afrique, le titre de grand maître international.